# Copris montivagus
Copris montivagus är en skalbaggsart som beskrevs av Gillet 1908. Copris montivagus ingår i släktet Copris och familjen bladhorningar. Inga underarter finns listade i Catalogue of Life.